# Wadym Hutzajt
Wadym Markowytsch Hutzajt (ukrainisch Вадим Маркович Гутцайт, hebräisch ואדים גוצט, Vadim Gutzeit; * 6. Oktober 1971 in Kiew, Ukrainische SSR) ist ein ehemaliger ukrainischer Säbelfechter. Seit dem 4. März 2020 ist er der ukrainische Minister für Jugend und Sport. Am 8. November 2023 reichte er seinen Rücktritt ein.

## Erfolge
Wadym Hutzajt wurde 1991 in Budapest mit der Mannschaft Vizeweltmeister. Im Einzel sicherte er sich parallel die Bronzemedaille. Dreimal nahm er an Olympischen Spielen teil: 1992 startete Hutzajt in Barcelona bei seiner ersten Teilnahme für das Vereinte Team. In der Mannschaftskonkurrenz erreichte er gemeinsam mit Heorhij Pohossow, Grigori Kirijenko, Stanislaw Posdnjakow und Alexander Schirschow nach Siegen über Polen und Rumänien das Gefecht um Gold, in der Ungarn mit 9:3 besiegt wurde und Hutzajt somit Olympiasieger wurde. Vier Jahre darauf beendete er in Atlanta die Einzelkonkurrenz auf dem sechsten Rang, nachdem er im Viertelfinale Stanislaw Posdnjakow mit 14:15 unterlegen war. Bei den Olympischen Spielen 2000 in Sydney belegte er im Einzel Rang 13, während er mit der Mannschaft Sechster wurde. 2000 gewann er in Funchal mit der ukrainischen Equipe Bronze bei den Europameisterschaften. Zudem sicherte er sich je zwei Goldmedaillen bei Makkabiaden und Universiaden.
Nach seiner aktiven Karriere begann er verschiedene Funktionärstätigkeiten auszuüben. Seit 2000 ist er Vizepräsident des ukrainischen Fechtverbandes sowie seit 2002 Kampfrichter des Weltverbandes. Seit 2004 ist er zudem Mitglied des Exekutivkomitees des Nationalen Olympischen Komitees der Ukraine. 2013 wurde er in die Hall of Fame des Weltverbandes aufgenommen. Nach einer Kabinettsumbildung wurde er am 4. März 2020 ukrainischer Minister für Jugend und Sport im Kabinett Schmyhal.